# اس‌ام یوبی-۷۸
اس‌ام یوبی-۷۸ (به انگلیسی: SM UB-78) یک زیردریایی است که طول آن ۵۵٫۳ متر (۱۸۱ فوت) می‌باشد. این زیردریایی در سال ۱۹۱۷ ساخته شد.